# Chiesa di San Bartolomeo Apostolo (Bardi)
La chiesa di San Bartolomeo Apostolo è un luogo di culto cattolico dalle forme barocche situato accanto all'oratorio della Santissima Annunziata in località Caberra di Costageminiana, frazione del comune di Bardi, in provincia di Parma e diocesi di Piacenza-Bobbio; è sede di una parrocchia compresa nel vicariato della Val Taro e Val Ceno.

## Storia
Sul luogo dell'attuale chiesa esisteva già nel 1352 una cappella dedicata a san Bartolomeo Apostolo, dipendente dalla pieve di Santa Maria Assunta a Pione.
Nel 1524 la mistica Margherita Antoniazzi assistette con altri fedeli alla lacrimazione dell'immagine della Madonna conservata nel tempio, accanto al quale l'anno seguente furono avviati, su iniziativa della devota, i lavori di costruzione dell'oratorio della Santissima Annunziata e dell'annesso monastero; il luogo divenne nei decenni successivi meta di un sempre crescente numero di pellegrinaggi e nel 1561 la cappella di San Bartolomeo fu elevata al rango di parrocchia.
Tra il 1726 e il 1744 l'edificio fu completamente ricostruito in stile barocco e l'anno seguente, completate le decorazioni interne, fu riaperto al culto.
Nel 1846 fu innalzato il nuovo campanile.
Il 5 giugno del 1894 la chiesa fu solennemente riconsacrata alla presenza del vescovo di Piacenza Giovanni Battista Scalabrini.
Nel 1929, durante i lavori di restauro degli interni, furono realizzate nuove decorazioni in aggiunta alle pitture settecentesche.
Intorno alla metà del XX secolo la facciata fu completamente risistemata.
Nel 2011 fu ristrutturato il tetto della canonica.

## Descrizione

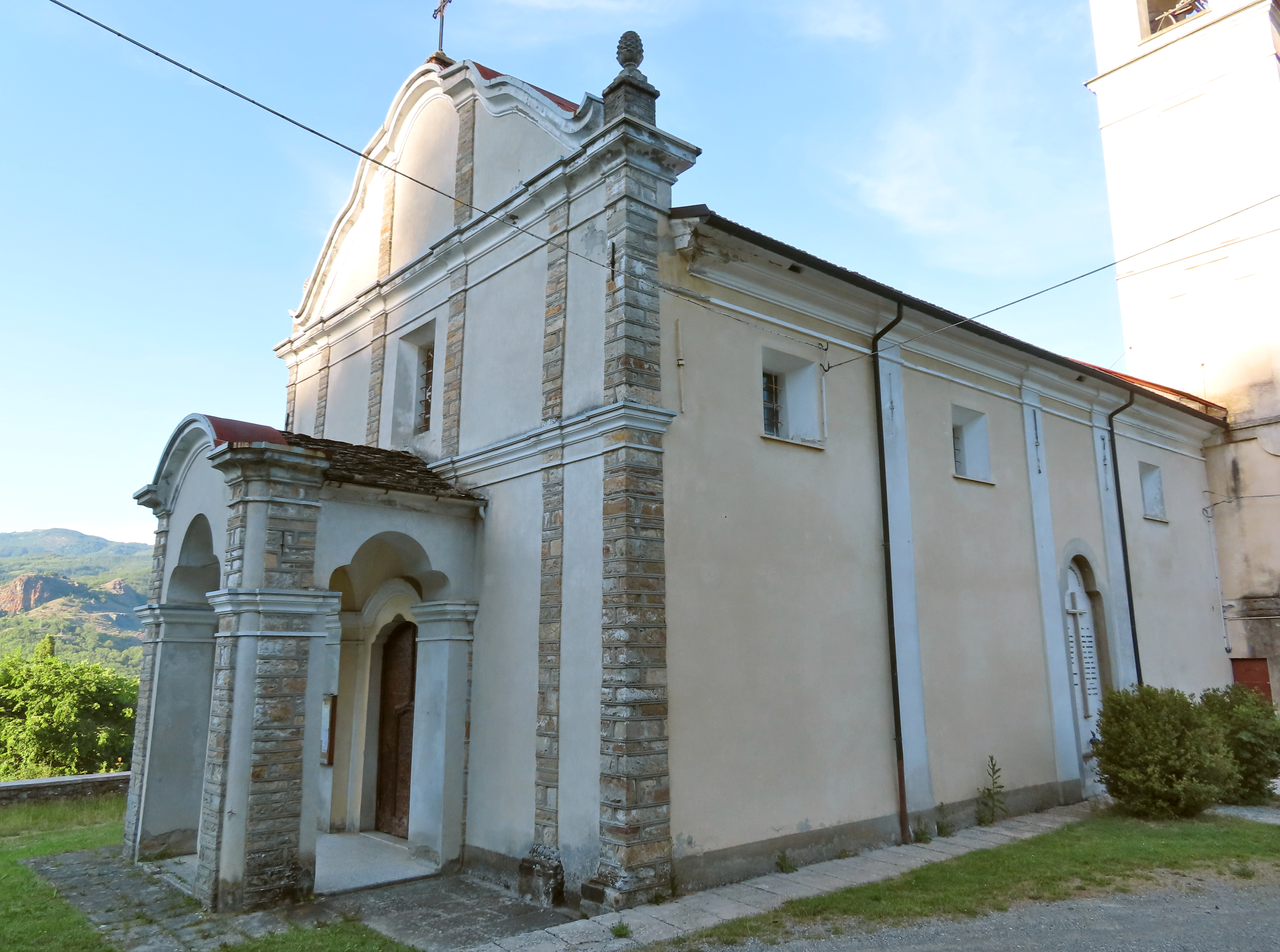
Facciata e lato sud

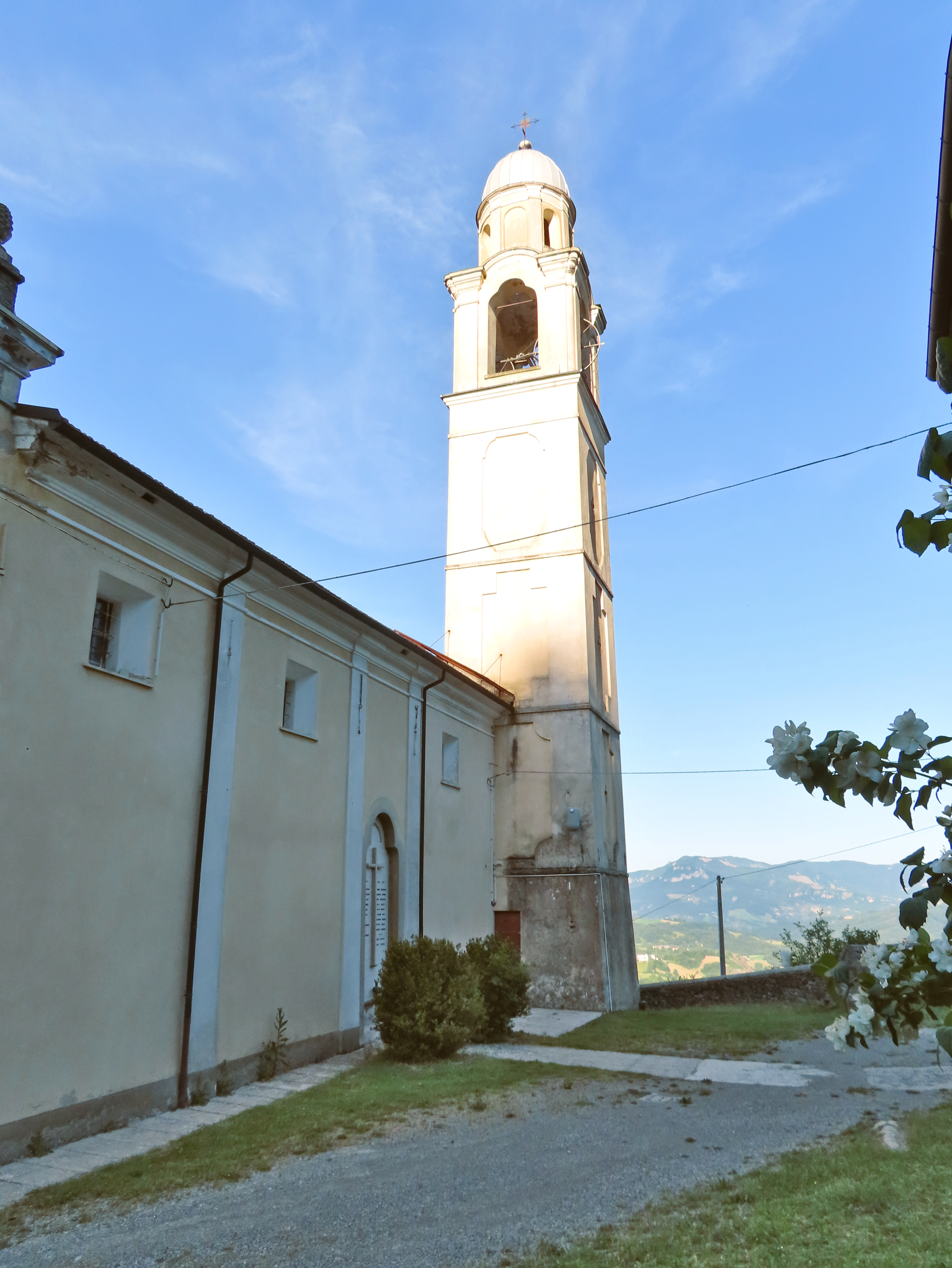
Campanile

La chiesa si sviluppa su un impianto a navata unica affiancata da due cappelle laterali per fianco, con ingresso a ovest e presbiterio a est.
La simmetrica facciata intonacata è preceduta da un protiro coronato da frontone curvilineo e aperto su tre lati attraverso archi policentrici; gli spigoli sono decorati da lesene in pietra a vista con capitelli dorici. Il prospetto è scandito verticalmente in cinque parti da un doppio ordine di lesene in pietra, con cornicione modanato; al centro è collocato il portale d'ingresso ad arco mistilineo; sopra al protiro si apre nel mezzo una finestra rettangolare strombata. A coronamento si eleva un ampio frontone mistilineo, scandito da due lesene; alle estremità sono posti due pilastrini in pietra, a sostegno di pinnacoli a forma di pigna.

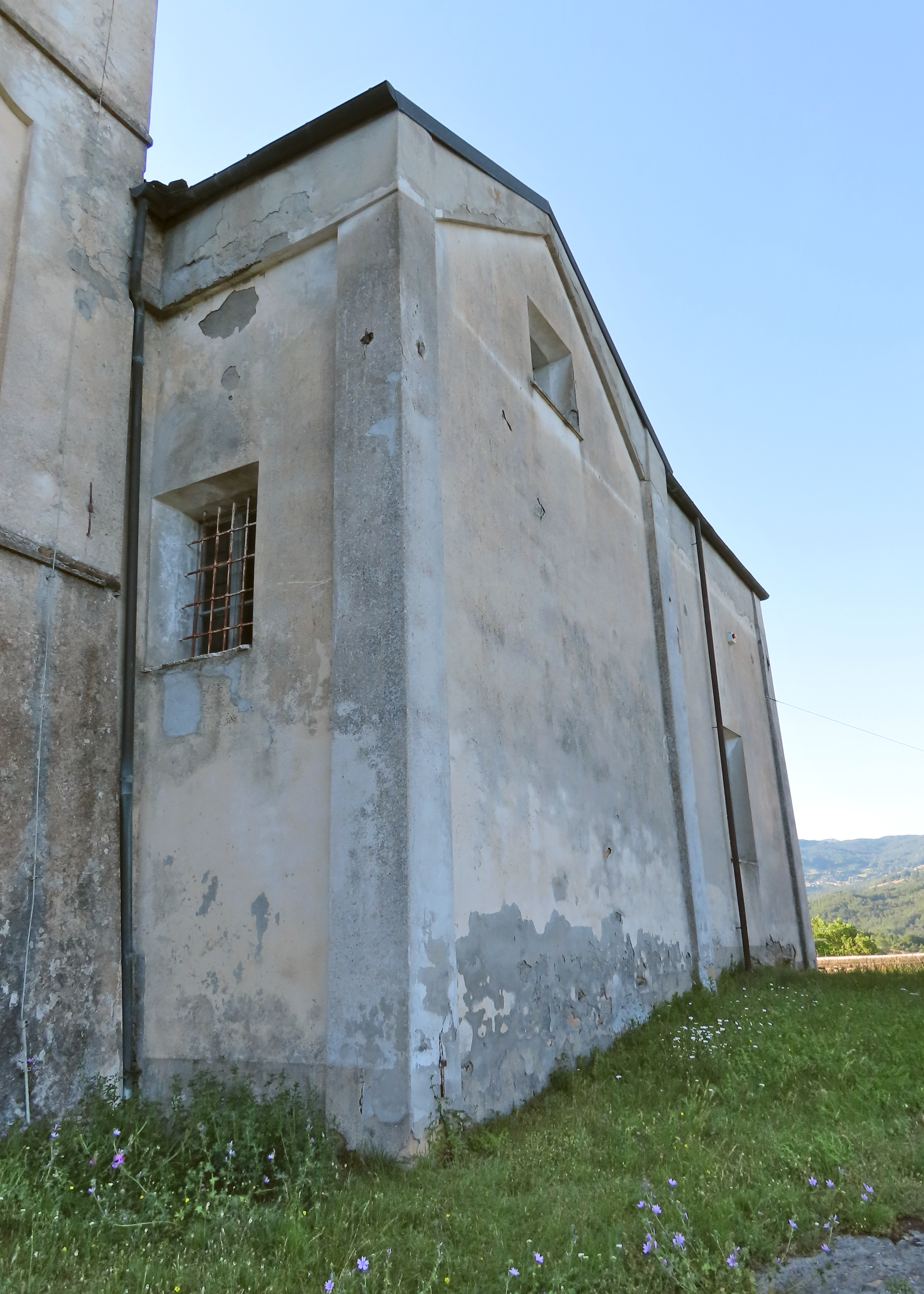
Retro

I lati sono suddivisi da lesene intonacate, coronate da capitelli dorici a sostegno del cornicione; tre finestre strombate si aprono in sommità. A metà del fianco destro, aperto verso il cortile dell'oratorio della Santissima Annunziata, è collocata tra due lesene una nicchia ad arco policentrico, contenente una lapide commemorativa dei caduti di Costageminiana durante la prima e la seconda guerra mondiale. Più avanti, si innalza in aggetto il campanile a pianta quadrata, suddiviso orizzontalmente da quattro cornici marcapiano, che inquadrano tre nicchie su ogni lato con finestrelle centrali a forma di croce greca; la cella campanaria si affaccia sulle quattro fronti attraverso aperture ad arco policentrico, con lesene doriche sugli spigoli; in sommità si eleva una lanterna a pianta circolare, coronata da cupolino in rame.
Sul retro nel mezzo è posizionata in sommità una finestra quadrata strombata.
All'interno la navata intonacata, scandita in quattro campate, è coperta da volta a botte lunettata riccamente decorata con stucchi e affreschi centrali; sui lati le cappelle ad arco a tutto sesto sono delimitate da alte lesene coronate da capitelli corinzi, a sostegno della trabeazione perimetrale in aggetto.
Il presbiterio, leggermente rialzato, è preceduto da un'ampia arcata a tutto sesto retta da pilastri decorati con lesene corinzie; a pianta rettangolare, si sviluppa su due campate coperte da una volte a botte lunettata, decorata con stucchi. Sul fondo dietro all'altare maggiore marmoreo si sviluppa il coro ligneo seicentesco; più in alto, tra due nicchie contenenti statue di santi, una ricca cornice in stucco inquadra la settecentesca pala raffigurante la Pentecoste con san Rocco, attribuita al pittore Antonio Maria Peracchi.
Le cappelle, contenenti altari e dipinti settecenteschi realizzati forse dallo stesso autore della pala maggiore, sono dedicate rispettivamente sulla destra al Confessionale e al Sacro Cuore di Gesù, mentre sulla sinistra al Battistero e alla Madonna.